# Isole Desertas
Le Isole Desertas (in portoghese: Ilhas Desertas), costituiscono un piccolo arcipelago situato a circa 25 km a sud-est di Ponta de São Lourenço, la punta più orientale dell'isola di Madera, circa a metà strada tra le Azzorre e le Canarie. Le tre isole, chiamate Ilhéu Chão, Deserta Grande e Bugio, hanno una forma lunga e stretta e formano una catena che si articola in direzione NW-SE per una distanza di 23 km. Amministrativamente fanno parte del territorio del Portogallo, distretto di Funchal, comune di Santa Cruz (isola di Madera).
| Isola          | Area (km²) | Altezza (m) |
| -------------- | ---------- | ----------- |
| Ilhéu Chão     | 1          | 98          |
| Deserta Grande | 10         | 442         |
| Bugio          | 3          | 348         |
| TOTALE         | 14.21      | 442         |

## Storia
Le Isole Desertas sono state scoperte nel 1419/20 e battezzate con questo nome da João Gonçalves Zarco, nobile e navigatore portoghese della casata di Enrico il Navigatore. Furono però esplorate convenientemente solo nel 1420/21, dopo l'esplorazione e l'avvio definitivo della colonizzazione di Funchal. Le isole sono state di proprietà di due famiglie inglesi tra il 1894 e il 1971 per poi essere acquistate dallo Stato portoghese.

## Descrizione

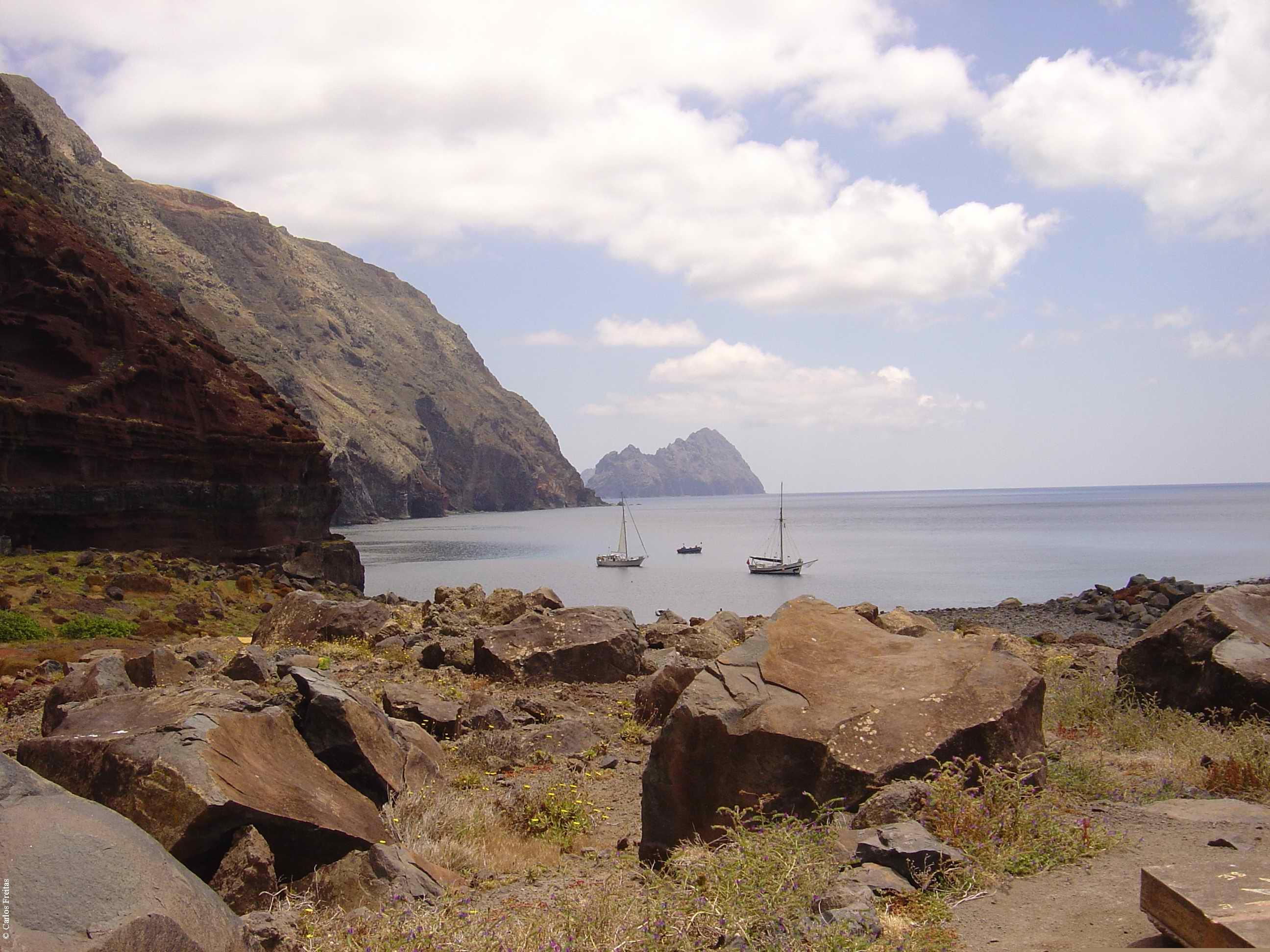
Paesaggio di Deserta Grande

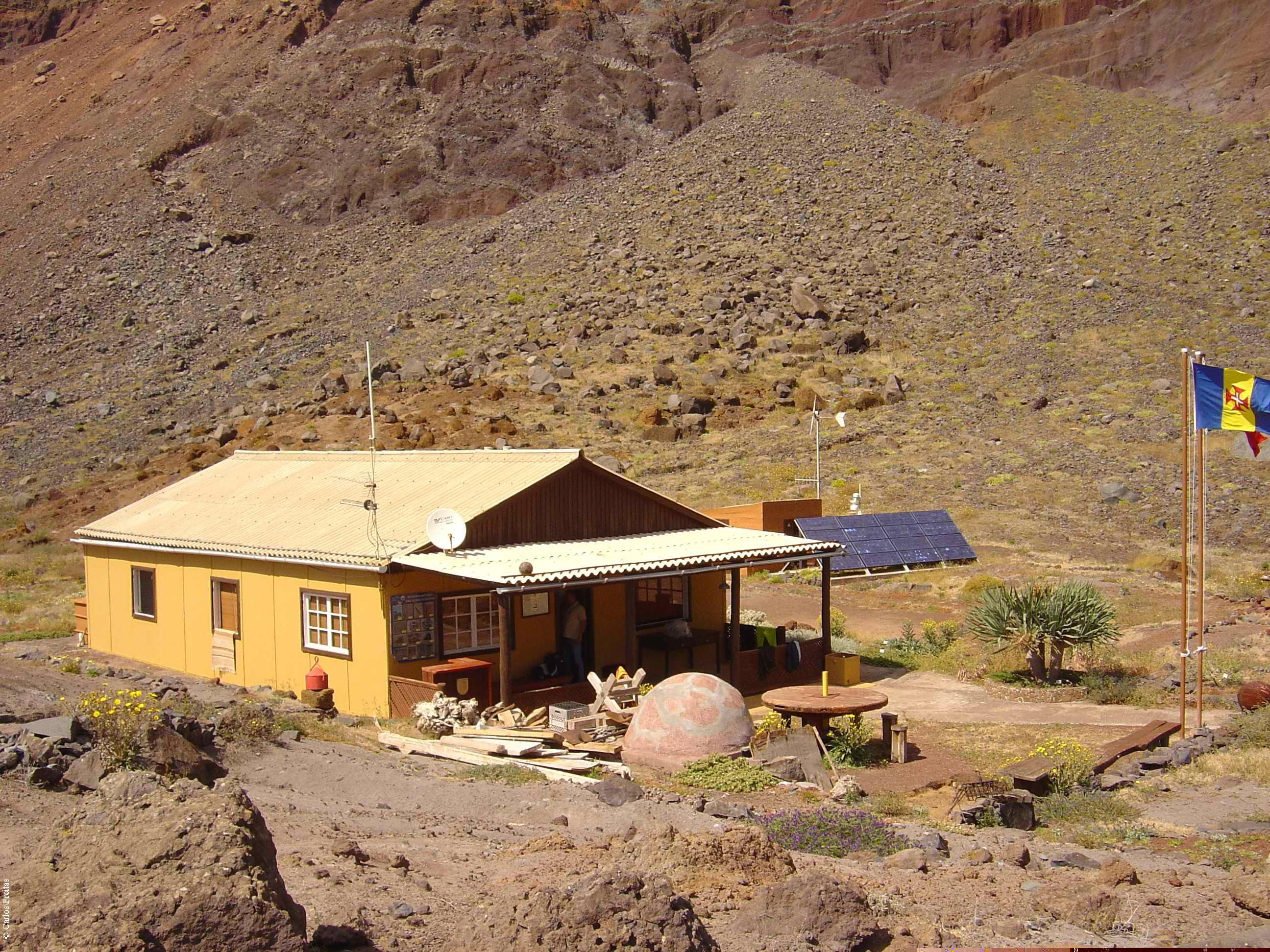
La casa del guardiano su Deserta Grande

Nonostante la loro vicinanza con l'isola di Madera, la geologia delle Isole Desertas è completamente differente. Queste isole alte, lunghe e rocciose hanno un suolo sterile. Il popolamento animale presente include circa 16 specie di uccelli, delle quali 8 rappresentate da uccelli marini, la capra selvatica, il coniglio e alcuni roditori. I mammiferi citati sono stati introdotti dai marinai portoghesi che per primi approdarono sulle spiagge rocciose di queste isole. Anche alcuni rettili, come la lucertola muraiola di Madera, e ragni, tra cui una specie di tarantola di dimensioni notevoli ed endemica delle Desertas, la Hogna ingens, vivono in questo ecosistema arido e fragile.
Sulle spiagge vive una piccola colonia di foca monaca e dal 1990 le Isole Desertas sono state dichiarate riserva naturale biogenetica dal Consiglio d'Europa e poste sotto regime di tutela ambientale. La popolazione delle foche, che nel 1998 comprendeva appena 8 individui, oggi può contare quasi 20 esemplari. La sola presenza umana è rappresentata dai guardiani permanenti, dai geologi, da persone che occasionalmente approdano con la propria barca e da alcune stazioni di ricerca scientifica disseminate su tutte le isole.
L'unica isola potenzialmente abitabile è Deserta Grande, grazie alla presenza di una sorgente di acqua, sebbene questa sia scarsa e sporca. Tutti i tentativi di colonizzazione sono falliti a causa dell'impraticabilità di qualsiasi tipo di agricoltura.
Sulle isole sono presenti due fari, uno all'estremità meridionale dell'Isola di Bugio (D-2722), conosciuto come faro della Ponta de Agulha, e uno all'estremità settentrionale del Ilhéu Chão (D-2720),